# Nükhet Sirman
Nükhet Sirman es una antropóloga social turca.

## Biografía
Sirman completó la licenciatura, maestría y doctorado en antropología en el University College London. Completó su Ph.D. en 1988 con la tesis Campesinos y granjas familiares: la posición de los hogares en la producción de algodón en una aldea del oeste de Turquía, un estudio etnográfico de la producción de algodón en Söke que detalló "los procesos de producción y trabajo durante la década de 1980 en términos de hogar".

## Carrera
Desde 1989, es profesora de antropología en el departamento de sociología de la Universidad de Boğaziçi.

### Investigación
Sirman es antropóloga social. Sus temas de investigación incluyen género, establecimiento de la identidad de género, conflicto étnico, familia y parentesco, teoría feminista, métodos interpretativos, sociedades poscoloniales, sociología rural y sociología de las emociones. También ha estudiado "construcción de género bajo discursos nacionalistas", "crímenes de honor y violencia contra las mujeres", "movimientos de mujeres kurdas" y "asentamiento de desplazados internos". 

### Feminismo
Entre 1984 y 1991 participó en el movimiento feminista de su país y ha realizado investigaciones sobre la vida de las mujeres en Turquía. En su investigación sobre la lucha feminista, señaló tres movimientos que considera "puntos de referencia estándar" en el estudio del feminismo en Turquía. Ella ve la resistencia al "sistema familiar otomano" por parte de las mujeres "en el marco de las reformas propuestas para salvar el imperio " durante sus últimas décadas como el primero, la concesión de numerosos derechos a las mujeres por parte del "Estado turco en proceso de modernización" como el segundo, y la "reacción" de las mujeres en oposición al "papel condescendiente del estado turco en la definición de cómo debería ser la liberación de la mujer" que surgió como un efecto secundario del golpe de Estado turco de 1980 como el tercer movimiento históricamente importante. Algunos estudiosos del feminismo y las ciencias sociales opinan que las ideologías izquierdista y kemalista reprimen por igual la identidad de género de las mujeres. Sirman sugiere que aunque la "integración" de las mujeres en las ideologías " islámica tradicional", "kemalista estatista " e "izquierdista revolucionaria" las hizo ingresar a la arena política, el movimiento feminista ganará impulso solo cuando se mantenga alejado de estas ideologías.
En su estudio sobre las "producciones discursivas y culturales" del estado nación, ha planteado la idea de que "las mujeres se hicieron parte de la nación a través del control de sus cuerpos y, a través de las elaboraciones culturales de la feminidad, definición y control de la fronteras culturales de la nación".